# Генк Браун
Джордж Генкс «Генк» Браун (англ. George Hanks «Hank» Brown; нар. 12 лютого 1940, Денвер, Колорадо) — американський політик-республіканець. Він представляв штат Колорадо в обох палатах Конгресу США, спочатку у Палаті представників з 1981 по 1991, а потім у Сенаті з 1991 по 1997.
У 1961 році він закінчив Університет Колорадо у Боулдері, отримав ступінь доктора права у 1969. Браун служив у ВМС Сполучених Штатів з 1962 по 1966 і був членом сенату штату Колорадо з 1972 по 1976.
Браун був ректором Університету Північного Колорадо з 1998 по 2002 і Університету Колорадо з 2005 по 2008.